# Piotr Wojciech Szembek
Piotr Wojciech Szembek herbu własnego (ur. ok. 1680, zm. 13 czerwca 1737 roku) – kasztelan oświęcimski w latach 1728–1737, wojski oświęcimski w latach 1720–1722, burgrabia krakowski w latach 1709–1720, starosta barwałdzki w 1722 roku.
W 1735 roku podpisał uchwałę Rady Generalnej konfederacji warszawskiej.